# Lípari
Lípari (en italiano: Lipari, latín Lipara, griego Λιπάρα) es una de las siete islas Eolias, archipiélago volcánico de Italia situado en el mar Tirreno al norte de Sicilia, en la provincia de Mesina. Lípari es la mayor isla y el principal puerto del archipiélago, así como la más poblada con 10 000 h., de los que 4.400 h. residen en su capital homónima.
Debido a la importancia de la isla, el archipiélago entero recibe con frecuencia el nombre de islas Lípari, aunque todavía se emplea la antigua denominación (islas Eolias).
La Piazza Ugo di Sant'Onofrio, en el desembarcadero de Marina Corta, constituye el punto focal de Lípari.
El año 2000 fue inscrita junto al resto del archipiélago en la lista del Patrimonio de la Humanidad de la Unesco.

## Historia
La isla Vulcano se llamaba antiguamente Thermessa o Hiera (los romanos la llamaron Vulcano) y Lipara se llamó inicialmente Meligunis y adoptó el nombre de Lipara por Liparo, el hijo de Ausón. La de Stromboli se llamaba Strongyle y la de Salina se llamaba Didyme.
Diodoro Sículo dice que la primera colonia griega (doria) se fundó hacia el 580-577 a. C., pero Eusebio sitúa la fundación en el año 627 a. C. La fundaron colonos de Cnido y de la isla de Rodas bajo la dirección de Pentathlos, un cnidio, por lo que se consideró colonia de esta ciudad. Otras versiones dicen que no fue Pentathlos el fundador sino sus hijos. La colonia prosperó, pero se hubo de defender de los piratas tirrenos y se creó una flota que derrotó algunas veces a los tirrenos (etruscos). Pero la misma gente de Lípari también practicó la piratería y una vez capturaron un valioso cargamento romano que se enviaba a Delfos. El magistrado jefe de la isla, Timasiteo, hizo retornar immediatamente el cargamento y lo envió a su destino final.
La primera expedición ateniense a Sicilia dirigida por Laques (427 a. C.) halló a Lípari aliada a Siracusa (ciudad también dórica) y fueron atacadas por los atenienses y por la flota de Regio sin mucho éxito.

En 396 a. C. aparece otra vez aliada a Siracusa por lo que fue atacada por la flota cartaginesa de Himilcón  que la ocupó y cobró una tasa de 30 talentos, pero no la conservó; en 304 a. C. fue atacada por Agatocles sin motivo aparente, y el siracusano se llevó un botín de 50 talentos que perdió al regreso en una tormenta.
No mucho más tarde Lípari cayó en manos de los cartagineses y romanos al comenzar la primera guerra púnica (264 a. C.), y se convirtió en la principal base naval cartaginesa. Al quinto año de guerra (260 a. C.) el cónsul romano Cneo Cornelio fue rechazado en un ataque y fue capturado con sus fuerzas; en 257 a. C. una batalla naval se libró entre romanos y cartagineses en los alrededores de Lípari; pocos años más tarde (251 a. C.) fue ocupada por los romanos bajo el mando de Cayo Aurelio, y desde entonces permaneció en su poder.
En la segunda guerra púnica una flota cartaginesa embarrancó en la isla Vulcano.
Las islas no vuelven a ser mencionadas hasta las guerras entre Sexto Pompeyo y Octavio en el 36 a. C., cuando Lípari fue otra vez una base naval importante dominada por Pompeyo, pero conquistada por Agripa que estableció su flota en la isla Vulcano desde donde atacó a Pompeyo en Milas y Mesina.
Continuó siendo una ciudad próspera durante todo el período imperial romano basado en su flota y el comercio de alumbre, que las islas producían por su naturaleza volcánica. Cicerón, no obstante, la menciona como una ciudad pequeña. Fue utilizada a menudo como lugar de exilio y en el siglo IV se convirtió en refugio de monjes.
En el siglo V fue sede de un obispo. En 543 se establecieron allí los ostrogodos, pero después fue recuperada por los bizantinos. Entró en decadencia en el siglo VIII y IX con los ataques de los piratas musulmanes y de la actividad volcánica del Monte Pelato y de la Figgia Vecchia (729). Los musulmanes devastaron la ciudad y se llevaron a sus habitantes en 838.
Las islas estuvieron deshabitadas durante dos siglos hasta que llegaron los normandos en 1083 y se establecieron allí monjes benedictinos, que fundaron un monasterio y se establecieron algunos colonos. La señoría de las islas fue dada al monasterio en 1091 por el Papa Urbano II. El abad Ambrosio promulgó en 1095 una constitución que daba a los habitantes el derecho de propiedad y de herencia sobre la tierra que cultivaran, lo que favoreció el repoblamiento y la ocupación de los terrenos abandonados. Los privilegios fiscales dados por los reyes angevinos y después de la Corona de Aragón enriqueció otra vez la isla.
La isla fue atacada por Jeireddín Barbarroja aliado del rey de Francia en 1544, con una flota de 150 naves que saquearon la isla después de un asedio. La gran catedral, una obra de gran envergadura, fue incendiada así como las casas, y parte de los 8.000 habitantes fueron deportados. La isla quedó vacía por segunda vez. Carlos V hizo construir un muro en la ciudad y dio grandes beneficios fiscales que permitieron repoblar la isla bastante rápidamente con gente procedente de regiones italianas peninsulares como Calabria y Campania. Con el peligro de nuevos ataques las islas quedaron incorporadas al Reino de Sicilia en 1589. Hasta pasado el 1700 no quedó descartado el peligro turco y la ciudad se volvió a expandir. Las islas pasaron a Reino de Italia con el Reino de las Dos Sicilias. 

## Evolución demográfica
| Gráfica de evolución demográfica de Lípari entre 1861 y 2001 |
|                                                              |
| Fuente ISTAT - Elaboración gráfica por parte de Wikipedia    |

## Población
Los 8.000 habitantes censados y la infraestructura hotelera superan con creces a las demás islas.

## Lugares de interés y monumentos
- El desembarcadero de Marina Corta, desde el que se puede observar la catedral de San Bartolo.
- Vestigios neolíticos que se pueden encontrar desperdigados en distintos edificios de la ciudad vieja.
- El Museo arqueológico es uno de los más importantes de Italia en cuanto a arqueología submarina:

Desde colecciones de ánforas marinas a sarcófagos de piedras que datan de la dominación griega, pasando por máscaras y utensilios de obsidiana.

Son algunas de las piezas que albergan este museo, un repaso a las primeras manifestaciones culturales de la isla.
El edificio está ubicado en un peñón conocido como Castillo de Lípari, que ha servido desde tiempos antiguos como fortaleza natural.

El museo conserva aún muchas huellas de su herencia histórica, ya que durante la época griega y romana sirvió como necrópolis, y más tarde, durante el renacimiento, albergó el núcleo medieval de la ciudad.
Las colecciones que se exhiben provienen de las excavaciones arqueológicas realizadas en varias islas Eolias, especialmente en la necrópolis de Pantálica, formada por más de 5.000 tumbas del siglo XII a. C.

Se muestra la relación de los objetos con su lugar de origen mediante reconstrucciones y estratigrafías.